# Aphaenogaster dlusskyana
Aphaenogaster dlusskyana là một loài kiến đã bị tuyệt chủng trong phân họ Myrmicinae được biết đến từ một hóa thạch trọng thế Eocen đơn thuần tìm thấy trong hổ phách trên Sakhalin. Vào thời điểm mô tả, A. dlusskyana là một trong tám loài kiến được biết đến từ hóa thạch Sakhalin.

## Lịch sử và phân loại
A. dlusskyana được biết đến từ một hoá thạch đơn độc, holotype, mẫu vật "PIN3387-172", tại thời điểm mô tả chi tiết, đã trú tại Viện Cổ sinh học, Viện Hàn lâm Khoa học Nga, ở Moskva. Mô hình được mô tả là một con kiến thợ được bảo quản gần như toàn vẹn trong một đoạn trong suốt hổ phách Sakhalin. Mẫu hổ phách này đã được thu hồi từ các mỏ cát trên hòn đảo Sakhalin, ở miền đông nước Nga trong chuyến thám hiểm thu thập năm 1972. Cuộc thám hiểm đã thu hồi hổ phách từ các bãi biển Okhotsk ở cửa sông Naiba và thượng nguồn ở bờ sông bị xói mòn làm lộ ra lớp hệ tầng Naibuchi.
Hổ phách Sakhalin đã được cho là cùng tuổi địa chất với Vladimir Zherikhin năm 1978, cho rằng niên đại giữa 59 và 47 triệu năm tuổi. Năm 1988, Gennady Dlussky đưa ra dự đoán tuổi của thế Paleocen, tiếp theo là các tác giả tiếp theo cho đến năm 2013. Tuy nhiên, nghiên cứu được công bố vào năm 1999 về sự hình thành Naibuchi, hòn đảo Sakhalin được bảo quản trực tiếp, cho thời đại Eocene ở giữa dựa trên nghiên cứu địa chất và cổ sinh vật học. Rừng hổ phách Sakhalin có sự kết hợp giữa cây sống trong đầm lầy ven biển, môi trường sông và hồ. Hệ thống sông và hồ có nhiều vùng đầm lầy dẫn đến sự hình thành than hoạt tính. Các đầm lầy được bao quanh bởi các loài Osmunda, Nymphaeaceae và Ericaceae, trong khi Taxodium, Alnus, Salix và các loài cây khác thì sinh sống trong rừng.
Mẫu hóa thạch hổ phách lần đầu tiên được nghiên cứu bởi các nhà cổ sinh vật học A. G. Radchenko và E. E. Perkovsky thuộc Học viện Khoa học Quốc gia Ucraina với bản mô tả năm 2016 của họ cho các loài đang được xuất bản trong Tạp chí Paleontological Journal. Tên loài được đặt tên như một người bảo trợ danh dự nhà cổ sinh học Nga và nhà nghiên cứu Gennady Dlussky, người đã chết năm 2014. Radchenko và Perkovsky gợi ý trong mô tả rằng A. dlusskyana là loài Myrmicinae được mô tả lâu đời nhất thuộc chi đang sinh sống của phân họ. Họ ghi nhận các hóa thạch cổ hơn đã được báo cáo trong tài liệu, nhưng không có mô tả chi tiết về mẫu vật đã được công bố.